# Grand Prix de Luneray
Le Grand Prix de Luneray est une course cycliste française disputée le lundi de la Pentecôte à Luneray, dans le département de la Seine-Maritime. Elle est organisée par le Véloce Club Rouen 76,.
Durant son existence, cette épreuve fait partie du calendrier national de la Fédération française de cyclisme. 

## Histoire
La course sert de parcours pour le championnat régional de Normandie en 2014 et 2017. Elle figure également au programme de la Coupe de France DN1 en 2012, 2018 et 2019. 
L'édition 2020 est annulée en raison de la pandémie de maladie à coronavirus.

## Palmarès
| Année | Vainqueur             | Deuxième             | Troisième              |
| ----- | --------------------- | -------------------- | ---------------------- |
| 1976  | Élie Lefranc          | Peter Hall           | P. Hugli               |
| 1977  | Joël Soudais          | Élie Lefranc         | Peter Hall             |
| 1978  | Michel Lemaignan      | Christian Gravelle   | Jean-Paul Letourneur   |
| 1979  | Jean-Marie Paporé     | Dominique Revel      | Jacky Buron            |
| 1980  | Patrice Langelier     | Daniel Ducreux       | Laurent Eudeline       |
| 1981  | Joël Soudais          | Patrice Pétrel       | Brandon Wild           |
| 1982  | ?                     | ?                    | ?                      |
| 1983  | Brandon Wild          | Mario Degouge        | Jean-Luc Vinette       |
| 1984  | ?                     | ?                    | ?                      |
| 1985  | Antoine Pétrel        | Philippe Goubin      | Brandon Wild           |
| 1986  | Franck Morelle        | Daniel Cannessan     | Christophe Gicquel     |
| 1987  | Jean-Michel Avril     | Jean-Marcel Brouzes  | Ben Luckwell (en)      |
| 1988  | Reynald Bos           | Ludovic Barbaray     | Hubert Peuple          |
| 1989  | Hervé Henriet         | Jean-Michel Avril    | Jean-Jacques Philipp   |
| 1990  | Gérard Picard         | Gérard Henriet       | Jean-François Laffillé |
| 1991  | Franck Morelle        | Mark Kane (en)       | Éric Drubay            |
| 1992  | Czesław Rajch         | Jean-Pierre Bourgeot | Éric Drubay            |
| 1993  | Christophe Leroscouet | Franck Laurance      | Laurent Eudeline       |
| 1994  | Franck Garnier        | Franck Morelle       | Didier Faivre-Pierret  |
| 1995  | Cédric Dedoncker      | Éric Beaune          | Carlo Ménéghetti       |
| 1996  | Philippe Delaurier    | Jean-Claude Thilloy  | Gérard Aviègne         |
| 1997  | Serge Barbara         | Patrice Limoges      | Vincent Klaes          |
| 1998  | Sébastien Fouré       | Jérôme Desjardins    | Dariusz Skoczylas (nl) |
| 1999  | Mickaël Leveau        | Stéphane Delimauges  | Éric Duteil            |
| 2000  | Stéphane Rifflet      | Laurent Chotard      | Plamen Stoyanov        |
| 2001  | Stéphane Pétilleau    | Erki Pütsep          | Stéphane Auroux        |
| 2002  | Erki Pütsep           | Mickaël Leveau       | Dominique Péré         |
| 2003  | Tarmo Raudsepp        | Camille Bouquet      | Romain Mary            |
| 2004  | Xavier Pache          | Christophe Riblon    | Jérémie Dérangère      |
| 2005  | Jean-Philippe Yon     | Sébastien Duret      | Julien Mesnil          |
| 2006  | Romain Feillu         | Jérémie Galland      | Charles Guilbert       |
| 2007  | Franck Vermeulen      | Gaylord Cumont       | Emmanuel Bruand        |
| 2008  | Tomasz Olejnik        | Brice Feillu         | Franck Charrier        |
| 2009  | Tony Cavet            | Franck Charrier      | Gaylord Cumont         |
| 2010  | Pierre Drancourt      | Julien Guay          | Albain Cormier         |
| 2011  | Christopher De Souza  | Léo Fortin           | Arnaud Molmy           |
| 2012  | Benoît Daeninck       | Bryan Coquard        | Jimmy Raibaud          |
| 2013  | Cyrille Patoux        | Samuel Leroux        | Alexandre Lemair       |
| 2014  | Jayson Rousseau       | Cyrille Patoux       | Jérémy Leveau          |
| 2015  | Kévin Lalouette       | Jérémy Le Nézet      | Pierre Lebreton        |
| 2016  | Victor Gousset        | Ronan Racault        | Christopher Piry       |
| 2017  | Christopher Piry      | Pierre Tielemans     | Alexis Guérin          |
| 2018  | Clément Orceau        | Dylan Maldonado      | Maxence Moncassin      |
| 2019  | Bryan Alaphilippe     | Maxime Jarnet        | Adrien Lagrée          |
| 2020  | annulé                | annulé               | annulé                 |